# Calathea ecuadoriana
Calathea ecuadoriana är en strimbladsväxtart som beskrevs av H.A.Kenn. Calathea ecuadoriana ingår i släktet Calathea och familjen strimbladsväxter. Inga underarter finns listade.

## Bildgalleri

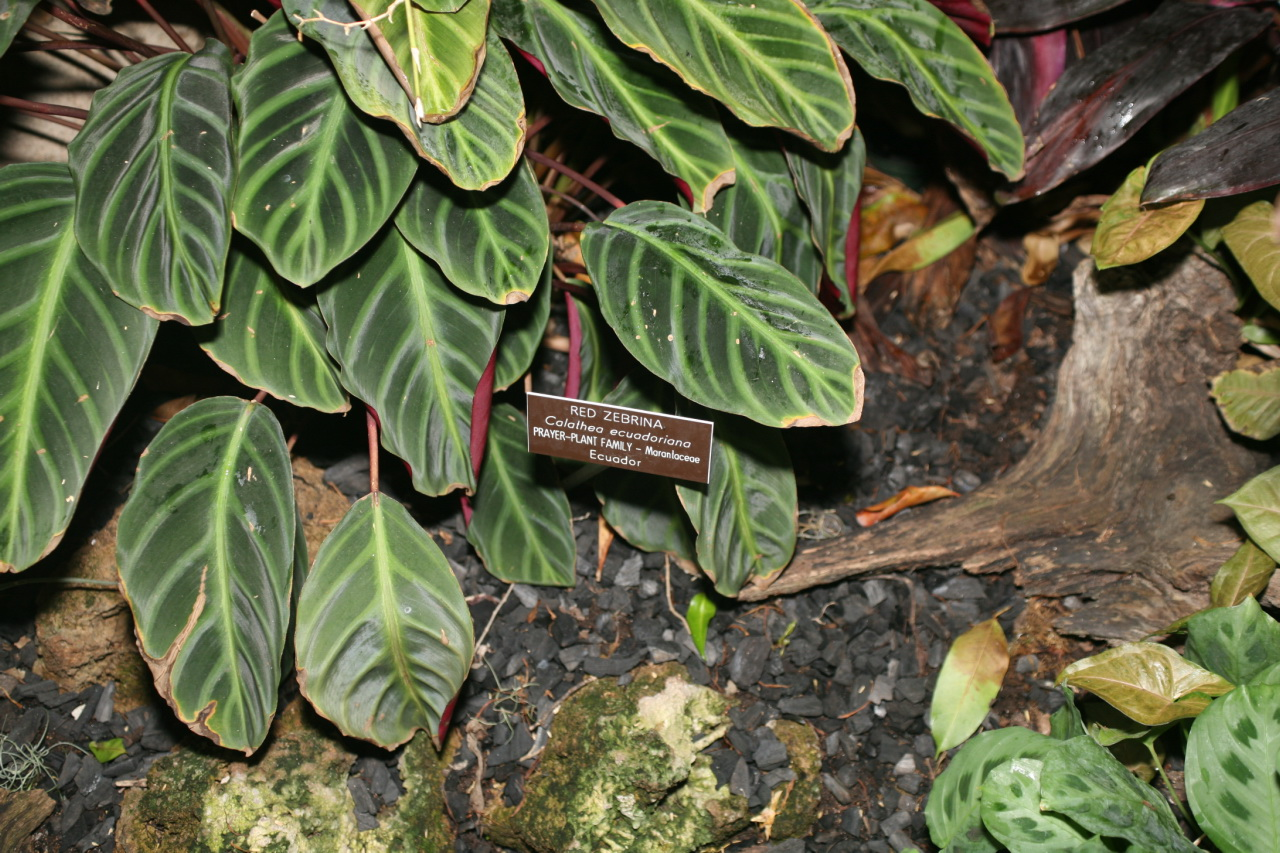